# 華嶋れい菜
華嶋 れい菜（かしま れいな、1996年4月22日 - ）は、日本のAV女優。ティーパワーズ所属。

## 略歴
2017年1月、アイデアポケットの専属女優「きみかわ結衣（きみかわ ゆい）」としてAVデビュー。所属事務所はジールグループ。9作品に出演し活動を休止。
2018年5月、プレステージ専属女優の「華嶋れい菜」として再デビュー。

## 人物
東京都出身。
趣味はショッピング、バスケットボール。
初体験は中学2年の時で、相手は付き合っていた地元の先輩と先輩の家で。経験人数は6人くらい。
AV女優となった動機は、キャンギャルをしていた時の同僚がAV女優となったこともあって興味が湧き、チャレンジしてみたいと思い自ら応募した。
以前に付き合っていた彼が観ていたことでAV女優に興味を持ち、その中でも明日花キララが憧れの存在となっている。

## 出演作品

### アダルトDVD

#### きみかわ結衣 名義
2017年
- 【デビュー前のテストハメ撮り映像収録】 FIRST IMPRESSION 110 スタイル抜群のツンデレ美乳美女AVデビュー!（1月7日、アイデアポケット）
- 快感大潮噴き絶頂4本番+一撃スマッシュ大量口内射精フェラ 3時間SPECIAL（2月13日、アイデアポケット）
- 見つめ合って感じ合う情熱SEX 【濃密な激交編】（3月7日、アイデアポケット）
- チラリ見える美乳美尻のカテキョ（4月19日、アイデアポケット）
- 僕とツンデレな結衣との甘〜い同棲性活♡（5月13日、アイデアポケット）
- 初めての8風俗SPECIAL+4本番+ピンサロ+出張手コキ+SM+脚コキ 本指名240分（6月13日、アイデアポケット）
- DIGITAL CHANNEL DC 140 初ぶっかけ解禁!長身美脚美乳美女が遂にDC降臨!（7月13日、アイデアポケット）
- ハイレグヤリマン レースクイーンの過激な誘惑（8月19日、アイデアポケット）
- わたし、犯され過ぎて… 女子大生凌辱記 晒された教育実習生（10月1日、プレステージ）

#### 華嶋れい菜 名義
2018年
- スポコス汗だくSEX4本番! act.15 体育会系・華嶋れい菜（5月18日、プレステージ）
- 新・絶対的美少女、お貸しします。 ACT.82（6月15日、プレステージ）
- 天然成分由来 華嶋れい菜 汁120% 52（7月20日、プレステージ）
- 人生初・トランス状態 激イキ絶頂セックス 46（8月10日、プレステージ）
- 風俗タワー 性感フルコース 3時間SPECIAL ACT.25（9月14日、プレステージ）
- 1VS1 【※演技一切無し】 本能剥き出しタイマン4本番 ACT.15（10月12日、プレステージ）

2019年
- なまなかだし 31（10月18日、プレステージ）
- 本番オーケー 噂の裏ピンサロ 13 華嶋れい菜（11月22日、プレステージ）

## 雑誌
- 月刊DMM 2017年2月号（ジーオーティー） - インタビュー
- VIBES 2018年9月号（源）- 表紙、グラビア
- 週刊プレイボーイ 2018年10月15日号（集英社） - 「全員170cm以上!!! 長身AV女優選手権」